# Arene (mitología)
En la mitología griega Arene o Arena (Ἀρήνη / Arḗnē) era la heroína epónima de la ciudad elea de Arene. Esta ciudad fue fundada por su esposo, Afareo, en honor a la muchacha.
Según la Biblioteca es hija de Ébalo, pero no se cita a su madre. Le parió a Afareo al menos tres hijos, Idas, Linceo y Piso. También podemos leer que «según muchos» en realidad Arene tuvo de Poseidón a Idas.
No lejos de la ciudad de los lepreatas hay una fuente llamada Arene, y dicen que su nombre le fue puesto por la mujer de Afareo.
En las Grandes Eeas se describe a una tal Pirene, hija de Ébalo; acaso se trate de la misma que Arene. Pirene fue la madre, por Poseidón, de dos héroes epónimos de los puertos de Corinto, Leques y Cencrias.